# Zada Salihović

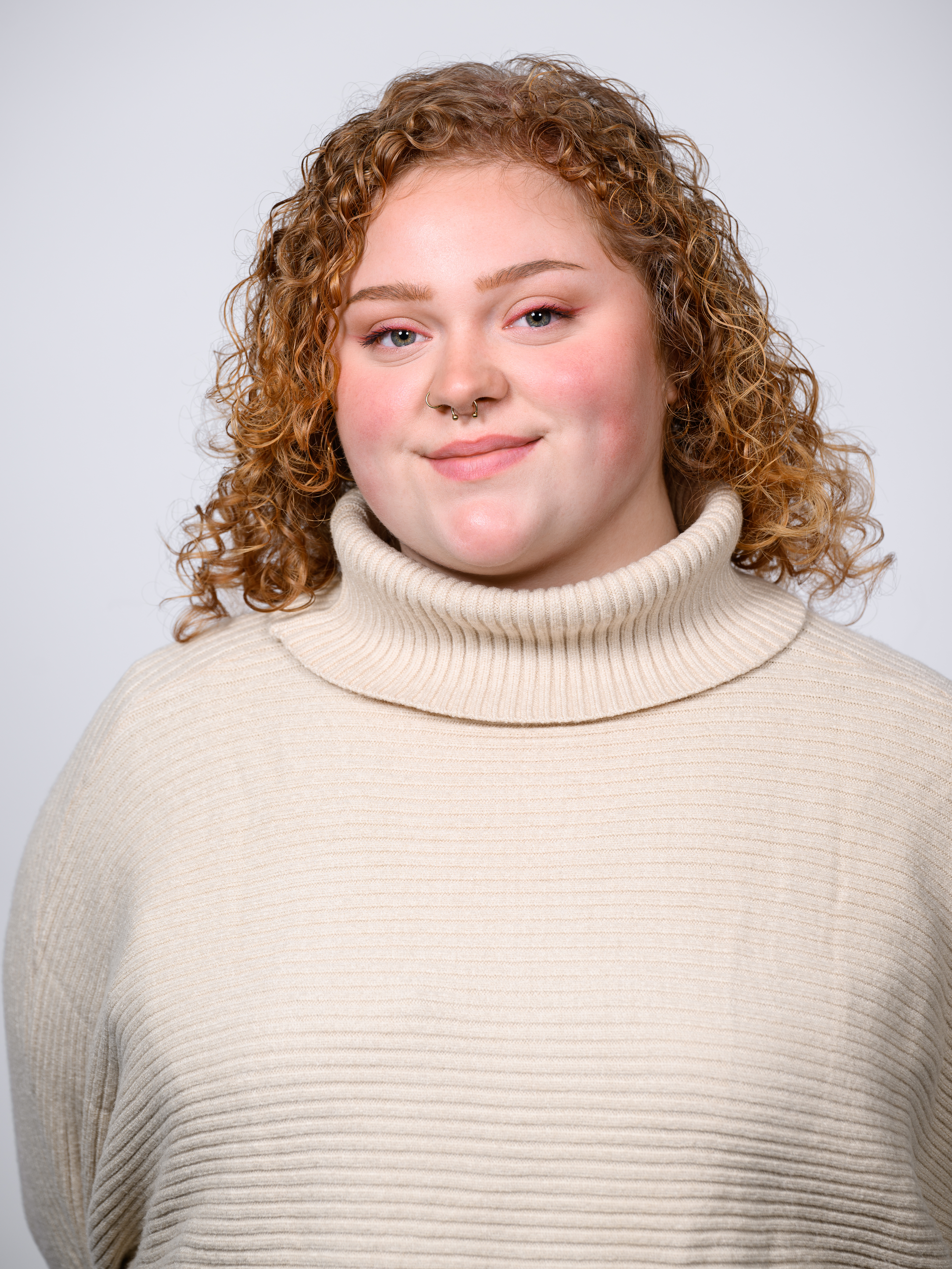
Zada Salihović (2025)

Zada Salihović (geb. 28. März 2000 in Pirna) ist eine deutsche Politikerin (Die Linke). Sie ist das zweitjüngste Mitglied des im Februar 2025 gewählten 21. Deutschen Bundestags.

## Leben
Zada Salihović, Tochter eines Serben und einer Sächsin, wuchs in ihrer Geburtsstadt Pirna auf und spielte als Schülerin Handball. Sie wurde durch ihre ältere Schwester politisiert, nahm im Alter von 14 Jahren an ihrer ersten Demonstration teil – gegen Pegida – und war als 16-Jährige Jugend- und Auszubildendenvertreterin. Zunächst in der Pflege tätig nahm sie – spätestens seit April 2024 Mitglied der ver.di Jugend – aufgrund schlechter Arbeitsbedingungen eine Arbeit als hauptamtliche Gewerkschafterin auf. Sie ist Fachkauffrau für Büromanagement. 
Im Oktober 2023 trat sie der Linkspartei bei und errang bei der Bundestagswahl 2025 als überregionale Kandidatin der Linksjugend solid über den vierten Listenplatz der sächsischen Linken ein Mandat. Salihović wurde von der Initiative Brand New Bundestag unterstützt und war Mitglied im Koordinierungskreis der Linksjugend Dresden, im Stadtvorstand Dresden und war Mitglied im Beauftragtenrat der Linksjugend Sachsen. Sie engagiert sich feministisch und antifaschistisch und setzt sich für gerechte Arbeitsbedingungen, Gleichstellungspolitik sowie die Stärkung des ländlichen Raums ein. Salihović ist ordentliches Mitglied des Verteidigungsausschusses.